# Глаусиландия
Глаусиландия (порт. Glaucilândia) — муниципалитет в Бразилии, входит в штат Минас-Жерайс. Составная часть мезорегиона Север штата Минас-Жерайс. Входит в экономико-статистический микрорегион Монтис-Кларус. Население составляет 2907 человек на 2006 год. Занимает площадь 145,632 км². Плотность населения — 20,0 чел./км².

## История
Город основан 19 декабря 1996 года. 

## Статистика
- Валовой внутренний продукт на 2003 год составляет 7 634 270,00 реалов (данные: Бразильский институт географии и статистики).
- Валовой внутренний продукт на душу населения на 2003 год составляет 2685,29 реалов (данные: Бразильский институт географии и статистики).
- Индекс развития человеческого потенциала на 2000 год составляет 0,697 (данные: Программа развития ООН).